# ルックアウト・マウンテン・インクライン鉄道
ルックアウト・マウンテン・インクライン鉄道（ルックアウトマウンテンインクラインてつどう、英: Lookout Mountain Incline Railway）は、アメリカ合衆国テネシー州チャタヌーガの歴史的な聖エルモ歴史地区にある、ルックアウト山の側に沿って位置する、軌間1,435mm (4ft8.5in)の斜面（インクライン）鉄道である。
インクライン鉄道は、乗客を麓の聖エルモ駅から、市街およびテネシー川を見渡せるルックアウト山頂のポイント公園に輸送している。
当鉄道は、チャタヌーガの主な観光名所である、ルビー滝、洞窟城およびロック・シティの3ヶ所への交通手段として使用されている。
当鉄道は、延長約1.6km (1.0mi)であり（中間点にある短い複線部分（通過ループ）以外は単線であり、一度に2両の車両が運行可能）、72.7%の最大縦断勾配となっている。
当鉄道は、世界で最も急勾配な旅客鉄道の1つとして宣伝されている。
1991年（平成3年）に歴史的機械技術遺産の地位を獲得している。
車両のためのケーブル・システムは、オーティス・エレベータ・カンパニーによって製造された。

## 歴史
インクライン鉄道は、1895年（明治28年）11月16日に開業しており、ルックアウト山に建設された2つのインクライン鉄道の2番目であった。最初のインクライン鉄道は、1886年（明治19年）から1898年（明治31年）まで運行されていたチャタヌーガ・アンド・ルックアウト・マウンテン鉄道であった。
当鉄道は、地域の公共運輸機関である、チャタヌーガ地域地方運輸局によって現在運行されている。
インクライン鉄道は、有名かつ最愛のチャタヌーガの歴史的な建築物である。当鉄道は、2011年（平成23年）2月にラリー・ザ・ケーブル・ガイの「Only in America with Larry the Cable Guy」で最も顕著にテレビに出ていることを含み、多数の地域および国の出版物にて描写されている。